# 基隆交通カード
基隆市交通カード（キールン-こうつう- ）は、台湾基隆市で使用されている非接触型ICカードである。発行は、台北市・新北市で使用されている悠遊カードと同じく台北智慧カード票証公司が行っている。2004年より基隆市バスで使用が開始された。基隆市バスの窓口と同市内のファミリーマート（全家便利商店）でチャージが可能。
2007年9月1日より悠遊カードとの相互使用が実現され、以後発行を停止し、悠遊カードの派生版である「基隆悠遊カード」となった。残高照会やチャージを行うことで、悠遊カードの機能が付加される。

## 参考資料
1. ↑  基隆市政府「基隆市政府宣布 基隆台北一卡通正式上路」